# Leger des Heils

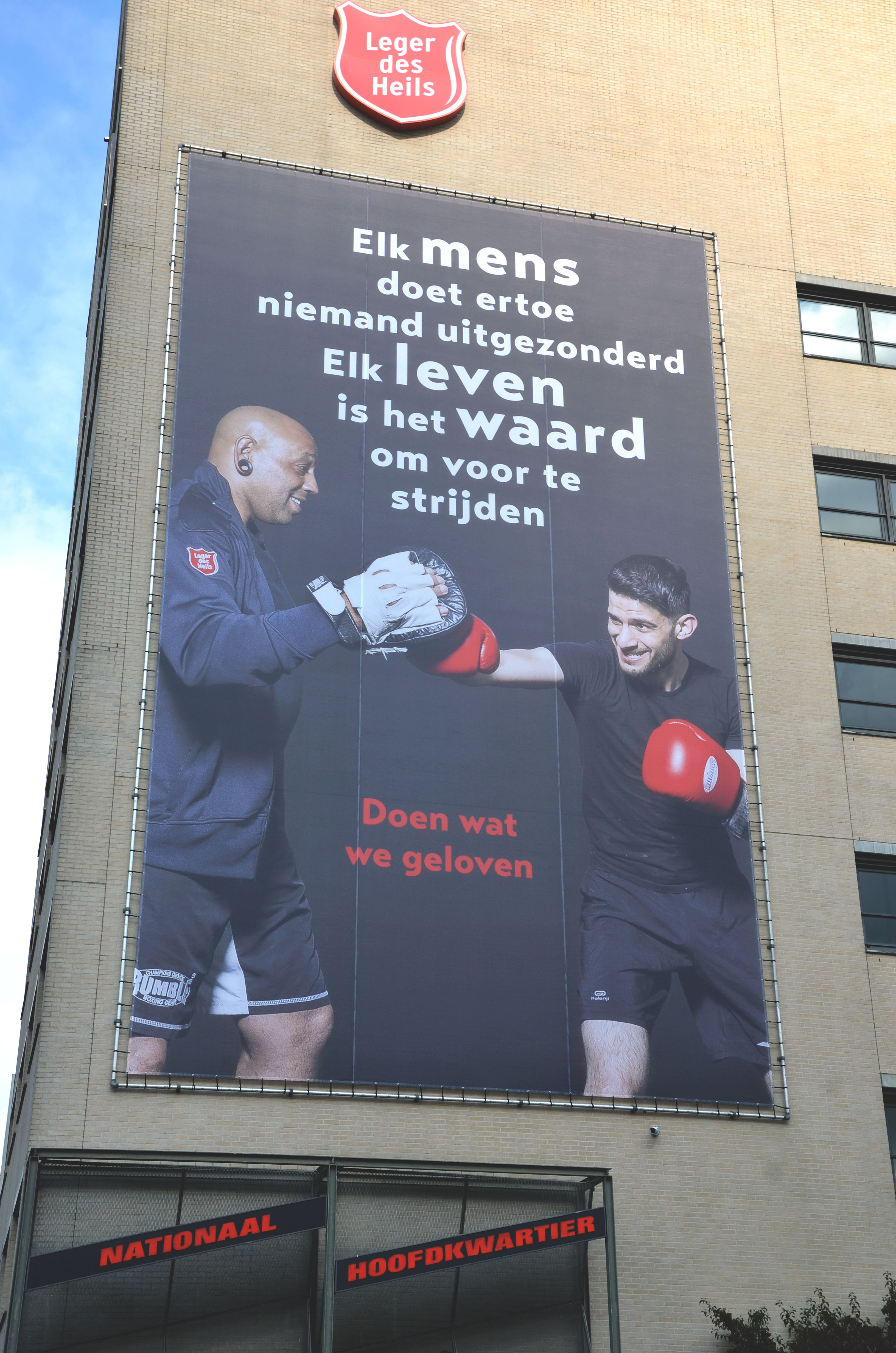
Gebouw van het Leger des Heils in Almere

Het Leger des Heils (Engels: The Salvation Army) is een  evangelisch kerkgenootschap, dat op 2 juli 1865 onder de naam East London Revival Society door William Booth in Londen werd opgericht en zich sinds die tijd verspreid heeft over honderdachtentwintig landen. Het Leger des Heils combineert de verkondiging met het praktiseren van de geloofsovertuiging in de vorm van directe maatschappelijke hulpverlening aan diegenen in de samenleving die geen helper hebben, zoals daklozen, prostituees en verslaafden. Het Leger heeft een organisatiemodel dat lijkt op dat van een krijgsmacht, en de bestuurders hebben "militaire" rangen. Hoofd van het Leger des Heils is generaal Lyndon Buckingham (sinds 3 augustus 2023).
Het Leger des Heils heeft een unieke structuur die verband houdt met de oorsprong van de organisatie. De verschillende entiteiten van het Leger des Heils in Nederland maken deel uit van de internationale organisatie The Salvation Army, gevestigd in Londen. 
Vóór 1988 was het Leger des Heils in Nederland, juridisch gezien, een kerkgenootschap. Om beter aan te kunnen sluiten bij de maatschappelijke ontwikkelingen en tegemoet te komen aan eisen van de overheid, vond in 1988 een juridische herstructurering plaats. Sindsdien bestaat het Leger des Heils in Nederland uit meerdere rechtspersonen.  
Het Leger des Heils in Nederland bestaat uit de volgende juridische entiteiten:
- Stichting Leger des Heils
- Kerkgenootschap Leger des Heils
- Stichting Leger des Heils Welzijns- en Gezondheidszorg
- Stichting Leger des Heils Jeugdbescherming & Reclassering
- Stichting Leger des Heils Woonvermogen
- Stichting Leger des Heils Fondsenwerving
- Stichting Leger des Heils ReShare
- Stichting Leger des Heils Dienstverlening
- Stichting Majoor Bosshardtprijs voor een betere samenleving
- Scouting Vereniging Leger des Heils

Het Leger des Heils in Nederland acht zich eraan gehouden om als groep verantwoording af te leggen richting maatschappij en publiek. Geen van de tot de groep behorende rechtspersonen heeft doorslaggevende zeggenschap over de andere entiteiten. De jaarcijfers van het Leger des Heils in Nederland zijn te vinden op de website van het Leger des Heils. 

## Missie
Het Leger des Heils formuleert de eigen missie als volgt:

Het Leger des Heils is een internationale beweging en behoort tot de universele christelijke Kerk. Zijn boodschap is gebaseerd op de Bijbel. Zijn dienstverlening wordt gestimuleerd door de liefde tot God. Zijn opdracht is het Evangelie van Jezus Christus te prediken en in zijn naam menselijke nood te lenigen zonder enige vorm van discriminatie.

Het doel van het Leger des Heils is:
Het verkondigen van het evangelie van Jezus Christus "in woord en daad".
Er is binnen het Kerkgenootschap Leger des Heils veel aandacht voor de persoonlijke bekering: “Alle leden van de organisatie belijden door de genade Gods gered te zijn van de schuld en de macht van de zonde. Zij zijn er zich van bewust, dat zij zijn "gered om te redden", soldaten, die strijden om anderen voor Christus te winnen. Vandaar de aanvallende methoden van het Leger." De opwekkingssamenkomsten spelen een grote rol; vroeger ook de straatprediking. Het beeld van de heilssoldaat die langs de cafés gaat om de Strijdkreet aan de man te brengen is nog wel bekend, maar behoort toch grotendeels tot het verleden. Vroeger vond straatevangelisatie op veel grotere schaal plaats. Met muziek en zang trok het legerkorps door de straten en op straathoeken en pleinen werd de blijde boodschap verkondigd.
Het Leger werft, al predikend in Christus' naam, soldaten voor haar strijd tegen ongeloof, onverschilligheid en zonde, maar ook tegen nood, leed, ellende en verpaupering, en tegen geldaanbidding en materialisme.
Het Leger des Heils wordt wel het kerkgenootschap van de opgestroopte mouwen genoemd: er was en is zeer veel aandacht voor hulp aan de (geestelijk en maatschappelijk) ontspoorde medemens, waarbij de strijd tegen het alcoholisme in industriesteden historisch is. Heden ten dage zijn het daklozen, verslaafden, prostituees en eenzamen die op de steun van het Leger des Heils kunnen rekenen, veelal daar waar het werkterrein van andere instellingen eindigt. Internationaal is het werk in ontwikkelingslanden belangrijk.

## Geschiedenis
De East London Revival Society (later East London Christian Mission, later kortweg The Christian Mission en vanaf 1878 The Salvation Army) werd op 2 juli 1865 door William Booth opgericht in Oost-Londen. De boodschap die het echtpaar Booth bracht (ook Williams echtgenote Catherine Mumford was actief evangeliste) sloeg aan, al werden ze soms bekogeld met straatvuil, rotte eieren en dode ratten. Een paar jaar later, in 1868, waren er in Londen al dertien evangelisatieposten. Een van de eerste zalen die in gebruik werden genomen was de People’s Mission Hall, een gebouw waar 1500 mensen konden samenkomen om naar de prediking te luisteren, maar waar per dag ook 5000 liter soep kon worden gemaakt: volgens William Booth hadden hongerige magen geen oren. Gaandeweg kwamen een uniform en een pet in gebruik waarop driemaal de letter S te zien was: Soup, Soap and Salvation. Voor het aanhoren van het evangelie, het verhaal over Jezus, de redder, werd indien nodig ook het vuil van de straat met zeep weggewassen.
In maart 1880 landde commisioner Railton, vergezeld van zeven vrouwelijke officieren, in New York, en had het Leger zijn eerste vestiging overzee. Soldaten werden ter plekke geworven. Zo ook in andere landen: Frankrijk (1881 onder aanvoering van Catherine (de Maréchale) Booth, de oudste dochter van William en Catherine), India (1882), Zuid-Afrika (1883). Toen William Booth in 1912 stierf, was het leger in tientallen landen gevestigd.

## Het Leger des Heils in Nederland en België

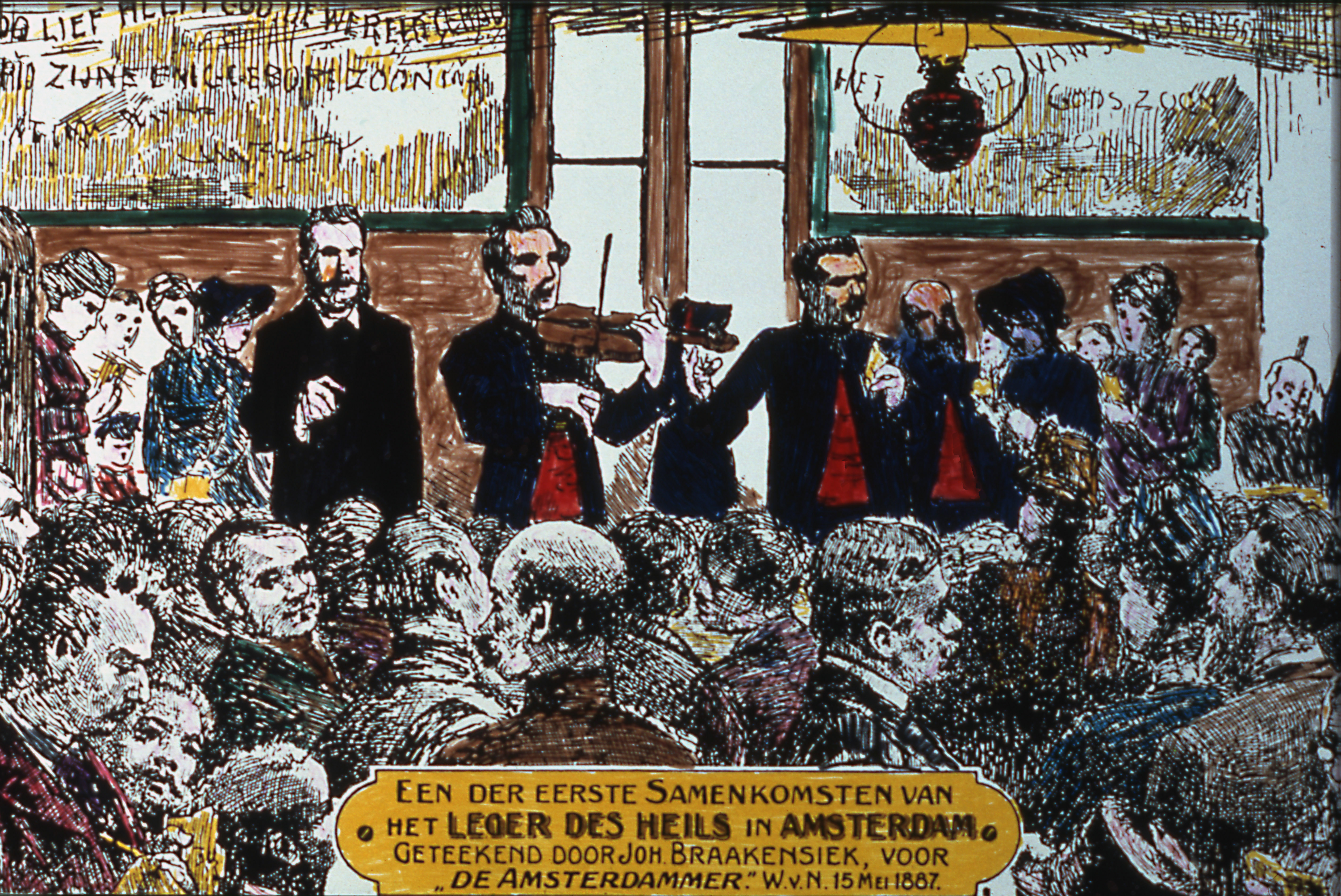
1887 De eerste samenkomst van het Leger des Heils aan de Gerard Doustraat te Amsterdam

In 1887 startte het Leger des Heils een offensief in Nederland. Drie personen speelden een belangrijke rol:
- Carl Ferdinand Schoch; gepensioneerd artillerie-officier, die zich samen met zijn vrouw (in latere jaren als kolonel) wijdde aan het werk van het Leger.
- Gerrit Jurriaan Govaars; onderwijzer, die al met (uit Frankrijk van een vriend gekregen) S-en op zijn kraag liep vóór er een Leger des Heils in Nederland was.
- John K. Tyler; een Engelse ex-zeeman, die als heilsofficier de leiding van het werk in Nederland kreeg.

Op 8 mei vond de eerste evangelisatiebijeenkomst plaats in een zaal aan de Gerard Doustraat 69 in Amsterdam. Er knielden die dag zestien mannen en vrouwen neer aan de zondaarsbank. In september van datzelfde jaar reikte commissioner Smith in Amsterdam de vlag uit aan een korps van meer dan honderd heilssoldaten. Na een jaar waren er al zeven korpsen, ondanks de grote tegenstand die hier en daar werd ondervonden.
België volgde in 1889.
Toen in de strenge winter van 1890 het Amsterdamse corps zijn kerkzaal opende voor de hongerlijders en daklozen, en het maatschappelijk werk zo bekend raakte, won het Heilsleger snel aan sympathie. Aan het begin van de 20e eeuw waren er in Nederland al zestig korpsen en achttien maatschappelijke inrichtingen.
Op 1 september 1921 splitste een kleine groep zich uit onvrede met de leiding in Engeland af en richtte het Nederlandsch Leger des Heils op, dat op 30 maart 2003 opgeheven werd. In de provincies Groningen, Friesland en Drenthe vond een herstart plaats onder de naam Noordelijk Heilsleger. Tot op heden werken de twee organisaties, het Noordelijk Heilsleger en het Leger des Heils, gescheiden van elkaar. De verschillen zijn onder andere het ontbreken van de karakteristieke S op de uniformen van de leden van het Noordelijk Heilsleger. In het Noorden was het sergeant Wildeman die het Noordelijk Heilsleger en het Nederlands Leger des Heils een gezicht gaf. Doordat hij ruim veertig jaar met zijn collectebus in de Groninger binnenstad collecteerde  genoot hij regionale en in enige mate ook nationale bekendheid. Op 11 november 1976 werd het Nationale Kruisleger opgericht, voornamelijk vanwege theologische meningsverschillen met het Leger des Heils.
In 1962 telde het Leger des Heils in Nederland 108 korpsen en 59 inrichtingen. In 1978 waren er 100 korpsen en 75 inrichtingen, centra en bureaus.
Vooral "majoor" Bosshardt (laatstelijk 'luitenant-kolonel', maar in de volksmond nog steeds 'majoor') en haar "Goodwill-centrum" in Amsterdam hebben het Leger des Heils na de oorlog een gezicht gegeven. Ze werd een nationale figuur toen ze op 19 februari 1959 op de televisie verscheen. Ze werd bekend als "een van de weinigen die spontaan door Juliana werden gezoend" en als de heilsofficier die samen met Beatrix de Strijdkreet verkocht in Amsterdamse kroegen op 28 april 1965. "Majoor" Bosshardt overleed op 25 juni 2007 op 94-jarige leeftijd. Haar uitvaart vond plaats op 30 juni 2007. Na een rouwstoet door de Amsterdamse binnenstad vond er een afscheidsdienst plaats in de Koningskerk waarna "de majoor" werd begraven in het algemene graf van het Leger des Heils op begraafplaats De Nieuwe Ooster in Amsterdam.

### Omvang
De hulpverlening van het Leger des Heils is mogelijk door de inzet van duizenden betaalde en vrijwillige medewerkers. Eind 2020 waren er 6.855 (2019: 6.883) betaalde medewerkers en 98 (2019: 87) officieren in actieve dienst, samen goed voor 5.147 (2019: 5.184) volledige arbeidsplaatsen. Daarnaast zetten 8.500 vrijwilligers zich in voor het Leger des Heils. 
Eind 2020 zijn er 4.818 (2019: 4.832) mensen lid van Kerkgenootschap Leger des Heils als Heilssoldaat, Adherent, Legervriend of Jongsoldaat. Eind 2023 zijn er volgens SILA nog 3.514 leden.

## Organisatie Kerkgenootschap Leger des Heils

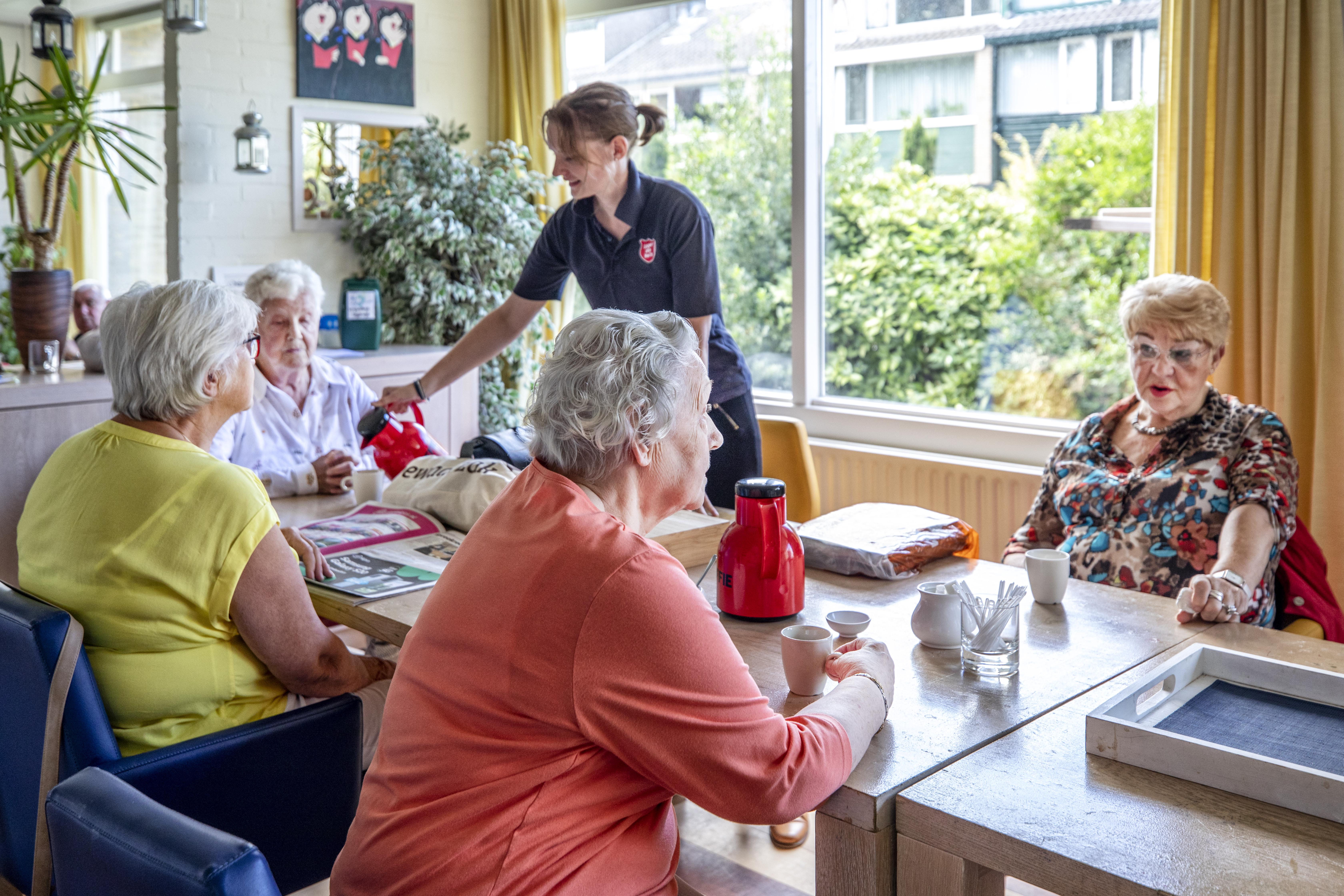
Geloven in de buurt locatie Papendrecht. Dit betreft de meest recente nieuwe werkvorm van het Leger des Heils onder de noemer Buurtwerk.

Het Leger des Heils kent dezelfde hiërarchische structuur als elk ander leger. Aan het hoofd van de internationale organisatie staat een generaal. De huidige generaal is Lyndon Buckingham.
De leiding van het Leger des Heils in Nederland berust sinds 1 januari 2023 bij de Noorse Bente Strømner Gundersen. Zij leidt ook het Leger des Heils in Tsjechië en Slowakije.
De actieve leden van het Leger des Heils heten Heilssoldaten en dragen veelal een uniform. Zij zijn belijdende leden. Ze ondertekenen een Verbond van een Heilssoldaat (Krijgsartikelen) met daarin opgenomen de Leerstellingen van het Leger des Heils. Mensen die het Leger des Heils als hun geestelijk thuis zien, maar niet het verbond kunnen of willen ondertekenen, kunnen Adherent of Legervriend worden. Jeugdleden worden jongsoldaat genoemd. Ze volgen jongsoldatenlessen en hebben een belofte ondertekend.
De leden zijn georganiseerd in "gevechtseenheden", korpsen genaamd, die meer beogen te zijn dan een kerkelijke "gemeente", namelijk in de eerste plaats een post van het Leger des Heils, opgericht ter verbreiding van het evangelie. Verantwoordelijk voor het korps is de korpsofficier. Heilssoldaten die verantwoordelijk zijn voor onderafdelingen worden plaatselijk officier genoemd. Hier valt te denken aan het jeugdwerk, de muzikale activiteiten, de vrouwenbond en de seniorenclub.
Het Leger des Heils is lid van de Raad van Kerken in Nederland.
Iedere zondag komen de Heilssoldaten, Adherenten en belangstellenden samen in de korpsen (evangelisatieposten/gemeenten). De samenkomsten van het Leger des Heils kenmerken zich door enthousiaste samenzang en een duidelijk, praktijkgerichte overdenking. In de samenkomsten kan een ieder die dat wil getuigen van zijn of haar geloof in God.
De samenkomsten staan onder leiding van de korpsofficier of envoy (Heilssoldaat met preekbevoegdheid). De samenzang wordt vaak begeleid door een brassband. Vroeger werden veel tamboerijns gebruikt. In sommige korpsen leveren zangkoren (zangbrigades) een bijdrage.

## Leerstellingen Kerkgenootschap Leger des Heils
De geloofsbelijdenis van het Kerkgenootschap Leger des Heils is vastgelegd in elf leerstellingen. Deze worden in Nederland vanaf 1887 naast de krijgsartikelen ondertekend door mensen die Heilssoldaat van het Leger des Heils wensen te worden. De elf leerstellingen zijn:
1. Wij geloven, dat de Heilige Schrift, de boeken van het Oude en het Nieuwe Testament, door goddelijke ingeving geschreven is en dat alleen hierin de goddelijke richtlijnen voor het christelijk geloof en leven te vinden zijn.
2. Wij geloven, dat er slechts één God is, geheel volmaakt, de Schepper, Onderhouder en Bestuurder van alle dingen en dat uitsluitend aan Hem goddelijke verering toekomt.
3. Wij geloven, dat er drie Personen in de Godheid zijn, de Vader, de Zoon en de Heilige Geest, ongedeeld in wezen en gelijk in macht en heerlijkheid.
4. Wij geloven, dat in de Persoon van Jezus Christus, de goddelijke en menselijke naturen verenigd zijn, zodat Hij waarachtig God en waarachtig mens is.
5. Wij geloven, dat eerste ouders geschapen zijn in een staat van onschuld, maar dat zij door hun ongehoorzaamheid hun reinheid en geluk verloren hebben en dat door hun val alle mensen zondaars geworden zijn, geheel en al verdorven en als zodanig rechtmatig aan Gods toorn blootgesteld.
6. Wij geloven, dat de Heer Jezus Christus door zijn lijden en dood verzoening bewerkt heeft voor de gehele wereld, zodat elk die wil, gered kan worden.
7. Wij geloven, dat bekering tot God, geloof in de Heer Jezus Christus en wedergeboorte door de heilige Geest, noodzakelijk zijn tot ons behoud.
8. Wij geloven, dat wij uit genade gerechtvaardigd worden door het geloof in onze Heer Jezus Christus, en dat hij die gelooft, daarvan het getuigenis in zich draagt.
9. Wij geloven dat voortdurend gehoorzaam geloof in Christus nodig is om gered te blijven.
10. Wij geloven dat alle gelovigen het voorrecht hebben geheel en al geheiligd te kunnen worden en dat geheel hun geest, ziel en lichaam onberispelijk bewaard kunnen worden tot de komst van onze Heer Jezus Christus (1 Tessalonicenzen 5:23)
11. Wij geloven in de onsterfelijkheid van de ziel, in de wederopstanding van het lichaam, in het algemeen oordeel aan het einde van de wereld, de eeuwige gelukzaligheid van de rechtvaardigen en de eindeloze straf van de goddelozen.

## Organisatie Leger des Heils Welzijns- en Gezondheidszorg

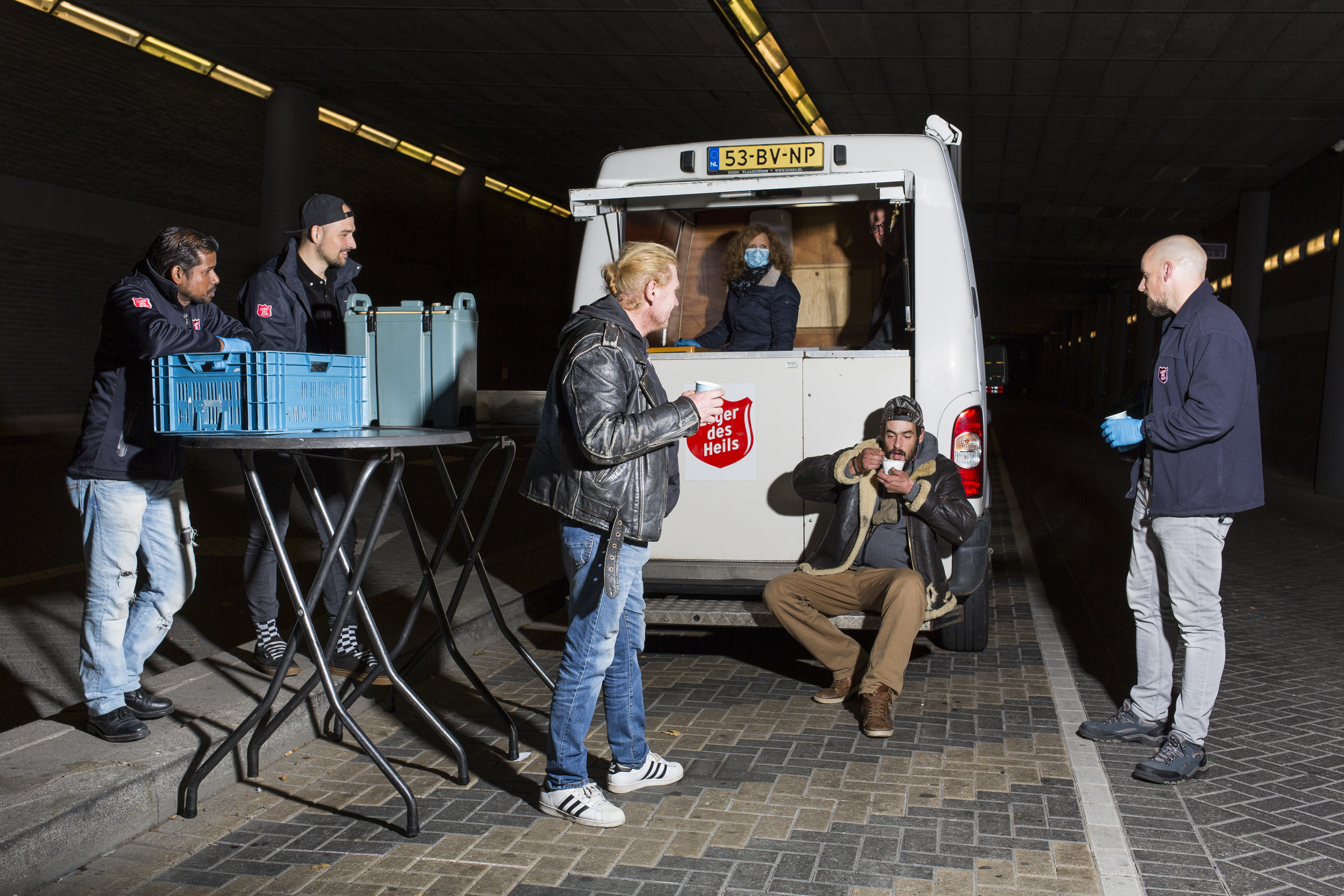
Een veelvoorkomend beeld in Nederland de soepbus van het Leger des Heils die in de avond- en nachturen soep uitdeelt aan de dak- en thuislozen in de grote steden.

De opvang van en hulpverlening aan dak- en thuislozen in het algemeen, en mensen zonder helper in het bijzonder, wordt in Nederland verleend door de Stichting Leger des Heils Welzijns- en Gezondheidszorg (W&G). Ook wordt bij calamiteiten, zoals bij de Bijlmerramp, directe ondersteuning gefaciliteerd in de vorm van het uitdelen van brood en soep aan de hulpverleners. Hetzelfde gebeurt ook in geval van grote branden, waarbij meer dan 24 uur inzet van het brandweerpersoneel wordt vereist. 
W&G in Nederland is verdeeld in zeven regionale werkeenheden, ieder met een directeur. Deze werkeenheden worden aangestuurd vanuit het hoofdkwartier te Almere, waar de bestuurder en het nationale management zetelt. In heel Nederland werken volgens de telling van 2010 circa vijfduizend mensen bij W&G. Sinds 1 januari 2021 is kapitein Harm Slomp de bestuursvoorzitter. De gesubsidieerde zorg heeft een jaarlijkse omvang van ongeveer 360 miljoen euro.

## Onderscheid
Onderscheid op basis van seksuele geaardheid en levensovertuiging heeft tot gevolg gehad dat het Leger des Heils in verschillende landen onder vuur is komen te liggen van actiegroepen en mensenrechtenorganisaties. In Nederland hebben sollicitanten dit onderscheid op levensovertuiging tweemaal voor de Commissie gelijke behandeling gebracht. Deze oordeelde in beide gevallen dat het Leger des Heils wel onderscheid maakte, maar geen bij Nederlandse wet verboden onderscheid. 

### Commissie Gelijke Behandeling
De twee zaken voor de Commissie Gelijke Behandeling speelden in 1996 en 1997. In het eerste geval betrof het een sollicitant op de functie medewerker keuken. Waarbij als standpunt werd ingenomen dat een christelijke levensovertuiging niet relevant zou zijn. In de tweede zaak ging het om een sollicitant op de functie invalkracht Sociaal Pedagogisch Werker. Deze stelde geen belijdend christen te zijn, maar geen enkele belemmering te zien om binnen het Leger des Heils te kunnen functioneren. Het Leger des Heils, dat van medewerkers een christelijke levensovertuiging eist, verweerde zich in beide gevallen aan de hand van voorbeelden waarbij dit wel noodzakelijk zou zijn. Zoals het voorlezen uit de Bijbel en hardop bidden. Daarbij verwees het Leger des Heils naar artikel 5 van de Algemene Wet Gelijke Behandeling die een uitzondering maakt voor instellingen op godsdienstige of levensbeschouwelijke grondslag. De commissie oordeelde in beide gevallen dat het Leger des Heils weliswaar onderscheid heeft gemaakt op grond van godsdienst, maar dat dit bij wet is toegelaten.

### Diversiteit & Inclusiviteit
Op het gebied van LGBT geldt voor het Kerkgenootschap Leger des Heils in Nederland dat daar door de jaren heen zeer wisselend mee is omgegaan. In het ene korps was er veel ruimte en acceptatie, terwijl mensen uit de LGBT-gemeenschap in een ander korps geen actieve bijdragen mochten leveren of een functie mochten vervullen.
Op 21 juni 2022 gaf de Legerleiding van het Kerkgenootschap Leger des Heils in Nederland een verklaring af over diversiteit en inclusiviteit. De tekst hiervan luidt:
The Salvation Army is een wereldwijde beweging en een onderdeel van de universele christelijke kerk. De organisatie staat bekend om haar acceptatie en onvoorwaardelijke liefde voor alle mensen. Wij geloven en verkondigen dat God van iedereen evenveel houdt.
Het Leger des Heils in Nederland zet zich in voor diversiteit, inclusiviteit en gelijke behandeling voor alle mensen.
Wij onderkennen en tonen eerbied voor de fundamentele waarde en waardigheid van elk individu.
Wij bevestigen het recht van alle mensen op aanvaarding, respect en inclusiviteit ongeacht leeftijd, etniciteit, genderidentiteit of -expressie, seksuele geaardheid, status en mogelijkheden.
Wij zetten ons in om iedere barrière of vorm van discriminatie weg te nemen, die de toegang en volledige deelname aan lidmaatschap en onze programma' s belemmeren. Wij geloven dat alle mensen het recht hebben om erbij te horen en samen te komen rond de kern van het christelijk geloof in Jezus als Zoon van God en Redder van de wereld.
Wij spannen ons in voor de ontwikkeling en de voortdurende verbetering van een veilige omgeving die mensen verwelkomt, die hen omarmt en die het welzijn van iedereen bevordert. (einde verklaring)
In de begeleidende brief bij de verklaring schreef de Legerleiding onder andere:
'Het Leger des Heils in Nederland heeft het standpunt dat homoseksualiteit geen zonde is, en ook niet afkeurenswaardig. Wij houden vastberaden vast aan het Bijbelse uitgangspunt dat alle mensen wonderbaar geschapen zijn naar Gods beeld; dat God elk mens van grote waarde acht en onvoorwaardelijk van hem/haar houdt. Elk van ons is uniek en onze verschillen en diversiteit zijn gaven die onze gemeenschap kunnen verrijken.'
'Als geloofsgemeenschap zijn wij geroepen om het Goede Nieuws uit te leven dat iedereen welkom is en erbij hoort. Op dat punt hebben wij vaak gefaald en daarom geven we uiting aan ons diepe verdriet voor en betuigen wij spijt aan degenen die pijn is aangedaan als gevolg van onze woorden en daden. We vragen om vergeving.' (einde citaten)
In de media werd ook verslag gedaan van de afgegeven verklaring en het begeleidend schrijven. Uit de reacties, vanuit de Leger des Heils-achterban, bleek dat niet iedereen principieel achter de volledige inhoud van de verklaring staat maar media woordvoerder R.P. Fennema gaf aan dat er overwegend positief gereageerd wordt op deze verklaring.